# The Last of Us Part II
The Last of Us Part II je akční adventura z roku 2020, kterou vyvinula společnost Naughty Dog a vydala společnost Sony Interactive Entertainment.

## Synopse
Druhý díl se odehrává čtyři roky po videohře The Last of Us (2013) a zaměřuje se na dvě hratelné postavy v postapokalyptických Spojených státech amerických. Životy těchto dvou postav se posléze prolínají – Ellie se vydává na cestu pomstít vraždu svého dlouholetého přítele Joela a vojákyně Abby, která se zaplete do konfliktu mezi svou domobranou a náboženským kultem.

## Vývoj
Vývoj The Last of Us Part II započal v roce 2014 po vydání remasterované verze hry The Last of Us. Neil Druckmann vedl vývoj jako kreativní ředitel a Halley Grossová k němu napsala příběh. Téma pomsty a odplaty bylo inspirováno Druckmannovými zkušenostmi z dospívání v Izraeli. Hudbu ke hře opět složil Gustavo Santaolalla.
Roli Ellie si zopakovala Ashley Johnsonová, zatímco do role Abby byla obsazena Laura Baileyová. Jejich herectví a dabing zahrnoval i simultánní nahrávání pohybu a hlasu. Vývojáři využívali technické možnosti systému PlayStation 4. Vývoj údajně zahrnoval náročné dvanáctihodinové pracovní směny a stál přibližně 220 milionů dolarů, což z něj činí jednu z nejdražších videoher.

## Vydání
Po několika odkladech, částečně způsobených pandemií covidu-19, byla hra The Last of Us Part II vydána 19. června 2020 na konzoli PlayStation 4. V lednu roku 2024 byla vydána remasterovaná verze hry pro konzoli PlayStation 5. Vydání pro Windows je naplánováno na 3. dubna 2025.

## Hodnocení a kritika
Hra byla chválena za hratelnost, zvukový design, hudbu, herecké výkony, postavy a vizuální věrnost, ačkoli její příběh a témata kritiky rozdělovaly. Na serveru Metacritic se dočkala vynikajícího hodnocení. Ani recenze nedokázaly uklidnit hráčské rozepře o příběhu a postavách. Herní diskuse se staly mnohdy nepřátelské.

## Prodeje
The Last of Us Part II je jednou z nejprodávanějších her pro PlayStation 4. Mimo jiné se stala nejrychleji prodávanou exkluzivní hrou pro PlayStation 4. O víkendu po vydání se jí prodalo přes čtyři miliony kusů a do roku 2022 přes deset milionů. Získala více než 320 hráčských oceněních.